# -voorde
Het achtervoegsel -voorde in Nederlandstalige toponiemen verwijst naar voorde (Middelnederlands: vort of vorda), wat in het algemeen een doorwaadbare plaats of begaanbare doorgang is. Verscheidene plaatsnamen in het Nederlandse taalgebied herinneren aan een oude voorde. Op enkele zeldzame uitzonderingen na treedt het toponiem steeds als suffix op.
Toponiemen met een gelijkaardige betekenis zijn drecht (in Friesland en soms in West-Friesland ook Dracht genoemd), trecht of tricht: zie -drecht.

## Voorbeelden in Nederlandstalige plaatsnamen

### België
Brussel-Hoofdstad
- Bosvoorde

Limburg
- Stevoort

Oost-Vlaanderen
- Meersvoorde in Denderwindeke
- Okkevoorde in Sint-Gillis-Waas
- Voorde

Vlaams-Brabant
- Bekkevoort
- Vilvoorde

West-Vlaanderen
- Beauvoorde
- Ruddervoorde
- Zandvoorde (Oostende)
- Zandvoorde (Zonnebeke)

### Frankrijk
- Steenvoorde
- Hardefoort

### Nederland
Drenthe
- Coevorden
- Eexterzandvoort
- Ten oosten van Norg loopt het Oostervoortsche Diep. Deze beek is genoemd naar de daarin liggende Oostervoorde (nu de Oostervoortsebrug) in de weg van Norg naar Donderen.

Friesland
- Koufurderrige en het Koevordermeer

Gelderland
- Bredevoort
- Diervoort
- IJzevoorde
- Lichtenvoorde
- Oostervoort in Winterswijk
- Vorden
  - Kasteel Hackfort in Vorden
- Voorthuizen
- Westervoort

Noord-Brabant
- Rijkevoort
- Tervoort bij Breda

Noord-Holland
- Zandvoort

Utrecht
- Amersfoort

Zuid-Holland
- Duivenvoorde in Voorschoten

## Voorbeelden in andere talen
De naam komt ook in andere landen voor.
- Duitsland: Dietfurt, Erfurt, Frankfurt, Fürth, Ochsenfurt en Steinfurt
- Ierland: Baile Átha Cliath, Béal an Átha
- Oekraïne: Brody
- Verenigd Koninkrijk: Bradford, Chelmsford, Guildford, Hertford, Oxford, Stamford
- Verenigde Staten: Rutherford (zie ook Ruddervoorde)